# Eunica excelsior
Eunica excelsior är en fjärilsart som beskrevs av Frederick DuCane Godman och Osbert Salvin. Eunica excelsior ingår i släktet Eunica och familjen praktfjärilar. Inga underarter finns listade i Catalogue of Life.